# 郝氏鼠耳蝠
郝氏鼠耳蝠（学名：Myotis adversus）为蝙蝠科鼠耳蝠属的动物。分布于台湾岛以及中国大陆的西藏、广东、云南等地。该物种的模式产地在爪哇。

## 亚种
- 郝氏鼠耳蝠台湾亚种（学名：Myotis adversus taiwanensis），Arnback-Christie-Linde于1908年命名。分布于台湾岛以及中国大陆的西藏、广东等地。该物种的模式产地在台湾。[3]